# معركة فيرتيير
معركة فيرتير بالفرنسية (Bataille de Vertières) هي واحدة من المعارك الحاسمة في تاريخ هايتي، وقعت في 18 نوفمبر 1803م. تعتبر هذه المعركة الجزء الأخير من حرب الاستقلال الهاييتية ضد الاستعمار الفرنسي. قادها القائد الهايتي جان جاك ديسالين، وكانت تهدف إلى تحرير هايتي من الاحتلال الفرنسي. تعد معركة فيرتير نقطة تحول في تاريخ البلاد، حيث تحقق فيها انتصار كبير للقوات الهاييتية، مما ساهم في إعلان استقلال هايتي في 1 يناير 1804م.

## سياق
تجري أحداث معركة فيرتير في إطار الصراع المستمر من أجل استقلال هايتي عن الاستعمار الفرنسي. فبعد الثورة الهايتية التي بدأت في عام 1791م، شهدت البلاد فترة من الفوضى والصراع بين الثوار الهايتيين والقوات الاستعمارية. أثناء هذه الفترة، نجح الثوار في تحقيق عدة انتصارات، ولكن الفرنسيين حاولوا استعادة السيطرة.
في عام 1802م، أرسل نابليون بونابرت قوات إضافية لاستعادة السيطرة على هايتي، مما أدى إلى تصعيد النزاع. رغم ذلك واجه الفرنسيون مقاومة شرسة من القادة الهايتيين مثل توسان لوفرتور، الذي قاد الثورة في بدايتها، ولكن بعد اعتقاله في عام 1802م، تولى جان جاك ديسالين القيادة.
بحلول عام 1803م، كانت الحرب مستعرة، ونجح ديسالين في توحيد القوات الهاييتية تحت راية الاستقلال. مع اقتراب المعركة، كانت القوات الفرنسية تحت قيادة الجنرال موريه تواجه تحديات كبيرة، بما في ذلك نقص الإمدادات والأمراض التي أضعفت صفوفها.
وفي 18 نوفمبر 1803م، اندلعت معركة فيرتير، حيث استخدم ديسالين استراتيجيات فعالة للتغلب على القوات الفرنسية. انتصر الثوار في هذه المعركة، مما أدى إلى انسحاب الفرنسيين وتأكيد استقلال هايتي.

## المعركة

### المقاومة الفرنسية
في 18 نوفمبر 1803م، أمر جان جاك ديسالين بالاستيلاء على حصن فيرتيير، الواقع على تل بجوار بلدة كاب فرانسيه.  كان فرانسوا كابوا المعروف باسم كابوا لا مورت، يقود نصف لواء تم تدميره جزئيًا بنيران المدافع القادمة من الحصن.  وقام بشن هجوم جديد لكن رجاله ما زالوا مصابين من القذائف المتكررة.  ركض كابوا للحصول على تعزيزات، ثم للمرة الثالثة أطلق قواته لمهاجمة هذا الحصن لكن دون جدوى ومرة أخرى خلف العديد من القتلى في صفوف جنوده.  وفي الاعتداء الرابع طلب من رجاله أن يتبعوه وهو يصرخ: “إلى الأمام!  الى الامام!  ".  وبينما كان على رأس رجاله أصيب حصانه بقذيفة مدفع فسقط، لكن كابوا أخذ سيفه، ونهض وركض ليضع نفسه مرة أخرى على رأس جنوده السود، وهو لا يزال يصرخ "إلى الأمام!"  الى الامام!  ".  فيتم حمل قبعته المزينة بالريش بواسطة قذيفة مدفع التي أصابته.  فيمتطي رسول شخصي من روشامبو حصانه وينطلق نحو كابوا لا مورت ويصرخ بصوت عالٍ: "الجنرال روشامبو يرسل إعجابه بالجنرال الذي غطى نفسه للتو بالكثير من المجد!" .

### تعزيزاتالديسالين
لتعزيز كتائب كابوا لا مورت المنهكة، أرسل ديسالين تعزيزات بأوامر من الجنرالات غابارت وكليرفو وجان فيليب داوت، في منتصف فترة ما بعد الظهر، اتخذ غابارت موقعه على تل شارير مع بنيامين نويل. وإزداد وطئ القتال، وبحلول المساء قُتل أو جرح ثلثا المدافعين الفرنسيين.

## استسلام روشامبو
في صباح اليوم التالي ذهب الضابط الفرنسي دوفيرييه إلى حراس كابوا وتم نقله إلى مقر الجيش الهايتي على حصان وحمل الرسالة التالية: "يقدم الكابتن جنرال روشامبو هذا الحصان كعلامة إعجاب بالجيش الهايتي". وسماه «أخيل الأسود» ليحل محل الشخص الذي ندم جيشه الفرنسي على قتله. واستمرت بعدها المحادثات مع ديسالين يومًا كاملاً نتج عنها توقيع إتفاقية صلح. حصل فيها روشامبو على عشرة أيام لإخلاء حصن فيرتيير واصطحاب بقايا جيشه ومغادرة سان دومينيك.

## العواقب
1. ↑  "HAITI, LA BATAILLE DE VERTIERES" (PDF). Université Paris 8 Vincennes - Saint-Denis. مؤرشف من الأصل (PDF) في 2024-07-19.
2. ↑  "Monument aux héros de la bataille de Vertières". Fondation pour la memoire de l'esclavage (بالفرنسية). Archived from the original on 2024-12-05. Retrieved 2024-10-12.
3. ↑  "À Vertières, les esclaves d'Haïti font capituler les troupes de Napoléon - Jeune Afrique.com". JeuneAfrique.com (بfr-FR). Archived from the original on 2024-12-22. Retrieved 2024-10-12.{{استشهاد ويب}}:  صيانة الاستشهاد: لغة غير مدعومة (link)
4. 1 2  Glaunec, Jean-Pierre Le (12 Nov 2020). L'armée indigène: La défaite de Napoléon en Haïti (بالفرنسية). Lux Éditeur. ISBN:978-2-89596-358-5.
5. 1 2  "18 novembre 1803 - Haïti chasse les Français - Herodote.net". www.herodote.net. مؤرشف من الأصل في 2023-11-19. اطلع عليه بتاريخ 2024-10-12.
6. 1 2  Laroche، Maximilien (1995). "La bataille de Vertières et le "Cahier d'un retour au pays natal" : westerns du Tiers-Monde". Présence Africaine ع. 151/152: 180–196. ISSN:0032-7638.
7. ↑  Thomas, Frédéric (12 Oct 2024). "Vertières, Haïti, 18 novembre 1803 : le basculement du monde". Centre tricontinental (بالفرنسية). Archived from the original on 2025-02-13. Retrieved 2024-10-12.
8. ↑  "La bataille de Vertières, 18 novembre 1803" (بfr-FR). 18 Nov 2019. Archived from the original on 2024-11-18. Retrieved 2024-10-12.{{استشهاد ويب}}:  صيانة الاستشهاد: لغة غير مدعومة (link)